# Гусана пећ
Гусана пећ (њемачки језик Gussofen) пећ од ливеног гвожђа (њемачки језик Ofen aus Gusseisen). Пећ од ливеног гвожђа је класик међу пећима на дрва и у употреби је од 14. вијека. Служи за загријавање великих просторија, често су се налазили у жељезничким станицама или једнособним школама. Ова пећ се прави од ливеног гвожђа и ложи се помоћу угља или дрва. Често је је цилиндричног облика са украсом на врху због чега је називају Краљица. Ова врста пећи је била у првој половини 20. вијека. 
Димни канал за димне гасове је обично причвршћен на страну горњег дијела, ријетко вертикално. Због свог дизајна, такве пећи су обично дизајниране за сагоревање угља, али се могу спалити и други чврсти материјали као што су дрво или тресетшикара, али и папир старих новина. Овај цилиндар садржи комору за сагоревање угља са решетком за пепео и посудом за пепео испод, који су затворени одговарајућим вратима током процеса печења. 